# ジェームズ・ゴードン
ジェームズ・ゴードン（英: James Gordon）は、DCコミックスが出版するアメリカンコミック『バットマン』に登場する架空の人物。ボブ・ケイン、ビル・フィンガーによって創造され、“Batman“＃27（1939年5月）で初登場した。バットマンの協力者の一人で、主にゴッサム市警察の本部長として登場する事が多い。

## 概要
バットマンと唯一協力関係を築いている刑事で、作中腐敗の多いゴッサム市警察の中で正義感を崩さずに戦い続けている警察官である。白髪に口ひげ、黒縁の眼鏡が特徴で、初老でありながら身体能力は高く、バットマンを助ける事も多い。ゴッサム・シティの犯罪と戦うためにバットマンと深く関係している。バットマンの自警活動にはやや懐疑的だが、ゴッサムには彼が必要だと考えている。
彼の娘が後にバットガールとなって活躍する作品もある。

## 実写作品

### 映画
『バットマン』（1989年） 『バットマン リターンズ』（1992年） 『バットマン フォーエヴァー』（1995年）
『バットマン & ロビン Mr.フリーズの逆襲』（1997年）
演 - パット・ヒングル、日本語吹替 - 藤本譲
4作全てにおいてゴッサム市警本部長として登場する。作品によって描写にバラつきがあり、『バットマン』（1989年）では素性のわからないバットマンを要注意人物としてマークするも、街を守る活躍をしたバットマンを認め、市当局にバットシグナルを設置する。『バットマン リターンズ』『バットマン フォーエヴァー』ではバットマンと友好的に会話を交わし、『バットマン & ロビン Mr.フリーズの逆襲』ではポイズン・アイビーに魅了され罠にはまってしまう等かなり間の抜けたキャラクターとして描かれている。
『バットマン ビギンズ』（2005年） 『ダークナイト』（2008年） 『ダークナイト ライジング』（2012年）
演 - ゲイリー・オールドマン、日本語吹替 - 納谷六朗(ソフト版)
なお、納谷六朗は、『バットマン ビギンズ』と『ダークナイト』の間を描いたアニメ『バットマン ゴッサムナイト』でも声を当てている（原語版はジム・メスキメン）。
ビギンズの時は巡査部長で後に本部長へと昇格する。正義心はあるものの警察内部の腐敗の酷さから、どうする事も出来ずに職務を地道に行っていたが、バットマンが登場すると、その素性と目的を疑いながらもバットマンと協力関係を築いていく。
『ダークナイト』では、息子のジェームズ・ゴードンJr.（演：ネイサン・ギャンブル）も登場している。
『ジャスティス・リーグ』（2017年） 『ジャスティス・リーグ:ザック・スナイダーカット』（2021年）
演 - J・K・シモンズ、日本語吹替 - 立川三貴
ゴッサム警察の警部補で、ゴッサム・シティのみならずメトロポリスや全米各地の犯罪情報も捜査しており、バットマンとの付き合いは20年に及ぶ。
バットマン以外のジャスティス・リーグのヒーローたちとも接触し、世界的脅威になる事をバットマンから警告される。『ジャスティス・リーグ』では序盤で登場が長めだが、『スナイダーカット』ではラストでバットライトを照らすのみの登場となる。
『THE BATMAN-ザ・バットマン-』（2022年）『THE BATMAN2-ザ・バットマン2-』(2026年)
演 - ジェフリー・ライト、日本語吹替 - 辻親八
原作に忠実な黒縁眼鏡に髭姿でバットマンとは2年前から協力関係を築いているが、警察と対立しがちなバットマンをなだめる仲介的な役割も担う。まだ若造で感情的になるバットマンに対して叱責する等、協力しながらも厳しい態度で接する複雑な関係を築いている。

### ドラマ
『怪鳥人間バットマン』（1966年 - 1968年）
演 - ニール・ハミルトン、日本語吹替 - 千葉順二
役職は警視総監。トレードマークの眼鏡と髭は着用しておらず、毎回怪人による事件が発生するとバットマン直通の赤電話で呼び出すのがお決まりとなる。
『GOTHAM/ゴッサム』（2014年 - 2019年）
演 - ベン・マッケンジー、日本語吹替 - 小野大輔
主人公として登場。地区検事をしていた父親から正義心を学んでゴッサム警察に加わる元軍人である。ゴッサム・シティのルールに背いて独自に警察内部の腐敗やマフィア内部の抗争に介入する為、度々左遷されるが、手柄をあげて元のポジションに戻ってくる事が多い、オズワルド・コブルポットを殺さずに助けた恩義から、後にゴッサムで権力を握った彼と奇妙な協力関係を築いていく事となる。若年のブルース・ウェインやセリーナ・カイルと親しくなる。

## アニメ
バットマン (アニメ)
声優はボブ・ヘイスティングス、吹替は小林修

## 声優（原語版）
- ボブ・ヘイスティングス
  - バットマン (アニメ)
  - バットマン/マスク・オブ・ファンタズム

- ミッチ・ピレッジ
  - ザ・バットマン

- トム・ケイン
  - バットマン アーカム・アサイラム